# Timo Toots

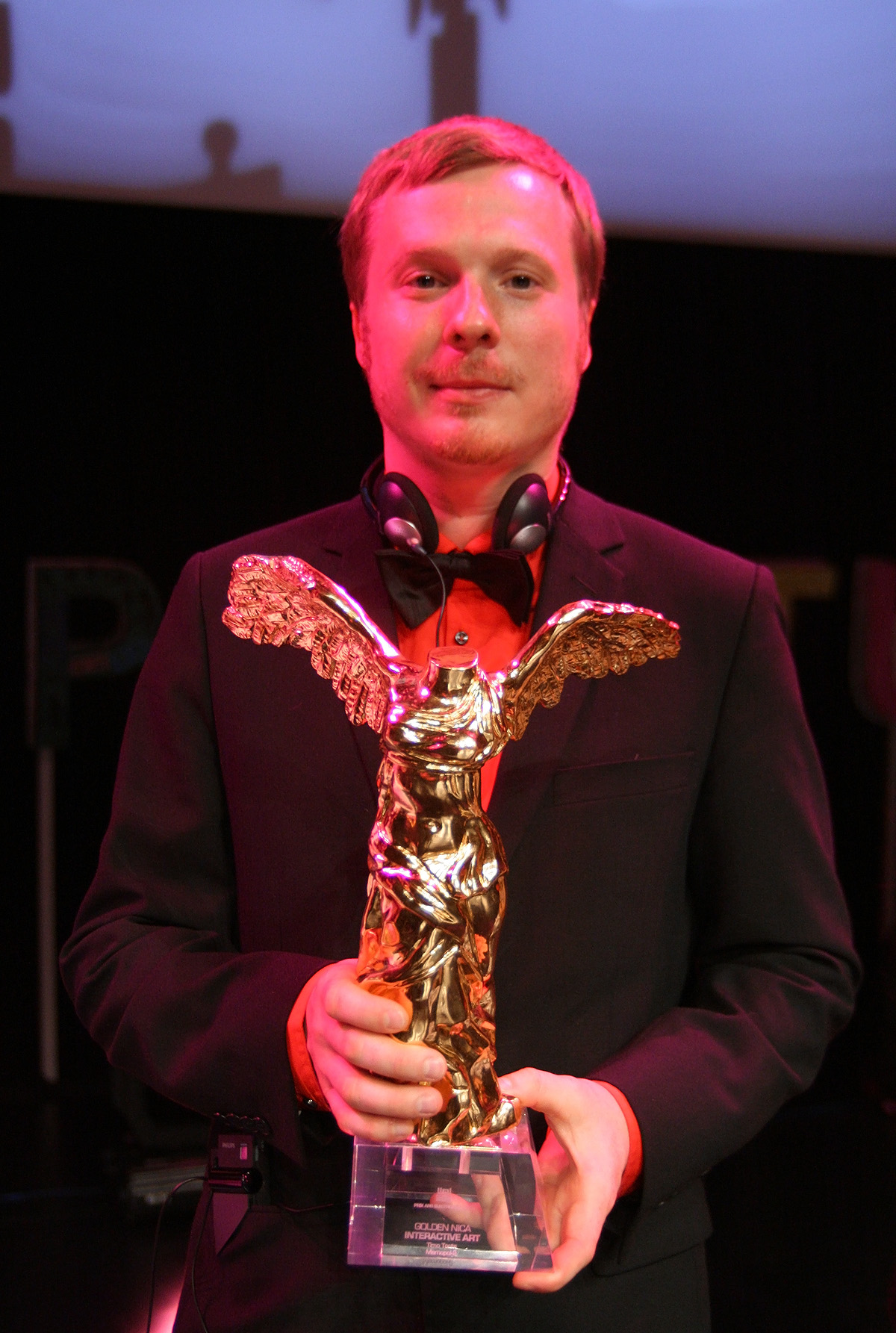
Timo Toots Prix Ars Electronica Golden Nica 2012

Timo Toots (Tartu, 15 de setembro de 1982) é um artista estoniano. Toots faz principalmente arte interativa. Em 2012 ele recebeu o Prix Ars Electronica Golden Nica 2012. Em 2013, fundou o espaço em projeto Maajaam en Otepää, Estônia.

## Exposições
- 2007 Midagi on valesti – Eesti Kaasaegse Kunsti Muuseum, Tallinn, Estónia
- 2007 Pomo Sapiens – Vaal Galerii, Tallinn, Estónia
- 2006 Kaunas Photo Days – Kaunas, Lituânia
- 2006 Festival of Experimental Art and Performance – São Petersburgo, Rússia
- 2006 Post-Soviet Art Camp – Aizpute, Letónia
- 2006 Art month of Tartu – Tartu, Estónia
- 2003 Maalia ja Anomaalia – Muusikagaleriis DamTanDance
- 2000 Sõbrad ja rattad – Muusikagaleriis DamTanDance

### Solo exposições
- 2014 Le Lieu Unique / Nantes, France
- 2014 Tartu Artist House / Tartu, Estónia
- 2012 Memopolis / Edith-Russ Haus, Oldenburg
- 2010 Memopol-1 / Y-Gallery, Tartu, Estónia
- 2010 Memopol-1 / Hobusepea Gallery, Tallinn, Estónia

## Prêmios
- 2012 Award from Cultural Endowment of Estónia
- 2012 Prix Ars Electronica Golden Nica - Interactive Art
- 2011 Nomination Köler Prize
- 2009 3rd prize at contest Estonian Ethical Souvenir & Kristiina Nurk
- 2008 2nd prize at Estonian Portrait Photography Contest
- 2006 1st prize at Estonian Sports Photography Contest